# Кожухов, Михаил Юрьевич
Михаи́л Ю́рьевич Ко́жухов (род. 16 декабря 1956, Москва) — советский и российский журналист-международник, теле- и радиоведущий, сценарист, продюсер, предприниматель. 
С ноября 1999 по январь 2000 года — пресс-секретарь председателя Правительства Российской Федерации Владимира Путина. Основную известность и популярность получил как ведущий программ о путешествиях «В поисках приключений» (2002—2006) и «Вокруг света» (2006—2007) на телеканале «Россия», а также последующих передач «Охота к перемене мест» и «Далеко и ещё дальше» (в прежнем формате, и прежним оператором Алексеем Лебедевым, но уже на телеканале ТВ-3). Президент туристической компании «Клуб путешествий».

## Биография
В 1979 году окончил Государственный институт иностранных языков, испанское отделение переводческого факультета (в том числе один год учился в Гаванском университете — по образовательному обмену).
В 1985—1989 годах работал собственным корреспондентом «Комсомольской правды» в Афганистане, награждён орденом Красной Звезды. Покинул Афганистан при выводе войск на предпоследнем БТРе. По собственному заявлению, во время работы в Афганистане участвовал в боевых действиях.
В 1989—1994 годах работал в газете «Известия», собкором в Южной Америке. Был ведущим «Международной панорамы». В 1993 году первым из советских и постсоветских тележурналистов взял интервью у Пиночета, результат — международный скандал.
С января 1994 года работал в телекомпании ВИD, был соавтором и ведущим ток-шоу «Сделай шаг», которое выходило на телеканале «ТВ-6». Был ведущим программ «В мире людей» (ТВ-6), «Старая квартира» (РТР), «Русский пантеон. XX век» (Наше радио), «Наркотики. Хроника необъявленной войны» и других.
В августе 1998 года основал ресторан на Покровке «Петров-Водкин» (по словам самого М. Кожухова, он был скорее художественным руководителем). С ноября 1999 по январь 2000 года — пресс-секретарь председателя Правительства Российской Федерации Владимира Путина. Как впоследствии признавался сам Кожухов, он «в действительности не очень годился для этой работы в силу особенностей характера».
В 2001 году непродолжительное время вёл телевизионную программу «Верные друзья» на «Первом канале» (ОРТ). Далее принимал участие в создании первого сезона реалити-шоу «Последний герой», где брал интервью у участников проекта.
С ноября 2002 по август 2006 года — ведущий телепроекта «В поисках приключений» на телеканале «Россия», благодаря чему приобрёл особую популярность у русскоязычных телезрителей по всему миру.
С января 2006 по лето 2007 год — соведущий в телепрограмме «Вокруг света» на том же телеканале. Покинул программу летом 2007 года.
С декабря 2007 по июнь 2008 года вёл программу «Фабрика мысли» на телеканале «ТВ Центр». В 2009 году — ведущий восьмисерийного телепроекта «В большом городе» на том же телеканале, центром внимания в котором выступил город Москва.
В 2008—2011 годах выпускал фильмы о Туве, Хакасии, о традиционных промыслах г. Белёва в рамках проекта «Лица России», двухсерийный фильм «Северный маршрут» о работе ФСКН, документальное расследование «Время „Ч“ для страны „А“», посвящённое обстоятельствам штурма дворца Амина в Афганистане в 1979 году и другие.
В 2010 году вышло трэвел-шоу «Охота к перемене мест»на канале «Моя планета», в ней Михаил продолжает путешествия по миру. В него также вошло многосерийное путешествие в доме на колёсах по Прибалтике (Калининград, Эстония, Латвия, Литва) с прежней съёмочной группой, а также с дочерью Марией Кожуховой (в качестве фотографа группы).
Осенью 2010 года на канале ТВ-3 стартовал многосерийный проект зарубежных путешествий в прежнем формате, знакомом зрителю со времён «В поисках приключений» — «Далеко и ещё дальше», где Михаил Кожухов возрождает свои поиски, если не нового, то уж точно интересного и таинственного (одно из новых направлений — встречи с колдунами, ведьмами и шаманами) во всём мире.
В 2011-2012 году автор цикла программ «Москва. Маршрутная карта» (позже — Маршрутная карта) для телеканала Москва 24. 
Помимо прочего, занимается свободной журналистикой, специализируется на съёмках документальных фильмов и телепрограмм.
В апреле 2013 года основал «Клуб путешествий» Михаила Кожухова — туристическую компанию, которая специализируется на авторских путешествиях по всему миру. Занимается организацией авторских туров с погружением в иные культуры, страны и места, этнодайвингом.
В декабре 2013 года на экраны телеканала «Россия-1» вышел 4-серийный документальный цикл «„Нева“ и „Надежда“. Первое русское плавание кругом света», где Михаил Кожухов выступил ведущим, соавтором сценария и генеральным продюсером. В сентябре 2016 года на этом же телеканале вышел двухсерийный документальный фильм «Севморпуть. Дорога во льдах».
Автор книги «Над Кабулом чужие звёзды», которая вышла в издательстве «Эксмо».
В сентябре 2017 года начала вещание его авторская передача на радиостанции «Наше радио», просуществовавшая до конца 2019 года.
В настоящее время — ведущий программы "Имеет значение" на "Радио Искатель".
С января 2020 года внесён в базу украинского сайта "Миротворец". В 2022 году, осудил вторжение России в Украину.

## Взгляды и увлечения
Называл себя убеждённым атеистом. Кожухов владеет тремя иностранными языками — английским, испанским и португальским. Также понимает итальянский язык.

## Семья
Женат вторым браком на актрисе Елене Кожуховой-Кравченко.
Отец — Юрий Миронович Блошанский (1924—2017), главный акушер-гинеколог г. Москвы в течение 40 лет.
Мать — Галина Петровна Кожухова-Петренко (1933—2009), журналист.
Отчим — Алексей Васильевич Петренко — советский и российский актёр театра и кино.
Дети от первого брака — сын Макар (член Академии Российского телевидения, медиаменеджер) и дочь Мария. Пасынок Андрей (сын второй жены).

## Награды и премии
- Орден Красной Звезды (29.09.1988)
- Медаль «За трудовое отличие» (21.02.1986)
- Премия ТЭФИ в 2004 году в номинации «Ведущий развлекательной программы»[53][54][55]
- Национальная туристическая премия им. Ю. Сенкевича
- Премия Союза журналистов РФ «Золотое перо России» (2008)[56]